# Pflichtteil (Deutschland)
Der Pflichtteil im deutschen Erbrecht sichert nahen Angehörigen eine gesetzliche Mindestbeteiligung an einem Nachlass und setzt so der Testierfreiheit eine gesetzliche Grenze: Abkömmlinge (§ 2303 Abs. 1 Satz 1 BGB), die Eltern und der Ehegatte (§ 2303 Abs. 2 Satz 1 BGB) oder der Lebenspartner (§ 10 Abs. 6 Lebenspartnerschaftsgesetz) des Erblassers erhalten daher auch dann eine wirtschaftliche Teilhabe am Nachlass, wenn sie durch Verfügung von Todes wegen (Testament oder Erbvertrag) von der gesetzlichen Erbfolge ausgeschlossen sind. Zu diesem Zweck steht ihnen gegen den bzw. die vom Erblasser eingesetzten Erben ein Pflichtteilsanspruch zu. In bestimmten Fällen kann ein gesetzlicher Erbe auch nach Erbausschlagung das Pflichtteilsrecht geltend machen, so der überlebende Ehegatte im Fall der Zugewinngemeinschaft (§ 1371 Abs. 3 BGB) oder im Fall einer Erbschaft mit Beschränkungen und Belastungen (§ 2306 BGB).
Der Pflichtteilsanspruch besteht dabei im Wert der Hälfte des gesetzlichen Erbteils und ist auf Zahlung eines entsprechenden Geldbetrages gerichtet. Die Erben können diesen Anspruch weder mit Sachwerten aus dem Nachlass erfüllen, noch kann der Pflichtteilsberechtigte die Herausgabe oder Übereignung von Sachen aus der Erbschaft verlangen.
Wird ein gesetzlicher Erbe durch Verfügung von Todes wegen mit einem Erbteil von weniger als der Hälfte des gesetzlichen Erbteils bedacht, steht ihm der Zusatzpflichtteil (§ 2305 BGB) zu, der einen Zahlungsanspruch gegen die anderen Erben gibt.

## Verfassungsrechtliche Grundlagen
Verfassungsrechtlich wird weniger die Frage thematisiert, ob der gesetzliche Pflichtteil die Eigentumsgarantie des Erblassers beeinträchtigt. Es wird vielmehr allgemein angenommen, dass die Zuerkennung eines Pflichtteils als eine Wahrung des Erbrechts nach Art. 14 Abs. 1 Satz 1 Grundgesetz (GG) ihrerseits durch die Verfassung geschützt ist. Das Bundesverfassungsgericht sieht das Pflichtteilsrecht als Ausprägung des Verwandtenerbrechts an, das durch Art. 14 GG gewährleistet wird. Zugleich ist es auch Ausfluss von Ehe und Familie, die durch Art. 6 Abs. 1 GG geschützt werden.

## Pflichtteilsberechtigter Personenkreis
Kinder im Sinne des Abstammungsrechts des BGB, adoptierte Kinder, Ehegatten und eingetragene Lebenspartner des Erblassers sind stets pflichtteilsberechtigt (§ 2303 BGB). Entferntere Abkömmlinge (Enkel, Urenkel usw.) und die Eltern des Erblassers sind nach § 2309 BGB nur dann pflichtteilsberechtigt, wenn kein Abkömmling, der sie im Fall der gesetzlichen Erbfolge ausschließen würde, den Pflichtteil verlangen kann.
Kein Pflichtteilsrecht gibt es für Geschwister des Erblassers.
Erhält der Pflichtteilsberechtigte  Sozialhilfe, so kann der Träger der Sozialhilfe den Pflichtteilsanspruch bis zur Höhe seiner Aufwendungen auf sich überleiten § 93 SGB XII. Auf die Entscheidung des Pflichtteilsberechtigten kommt es hierbei nicht an. Hingegen kann das Recht, das Erbe auszuschlagen, um den Pflichtteilsanspruch zu erzeugen, nicht übergeleitet werden.

### Pflichtteilsentziehung
Der Erblasser kann aus bestimmten Gründen dem an sich Pflichtteilsberechtigten den Pflichtteil entziehen. Die Pflichtteilsentziehung muss nach § 2336 BGB durch Verfügung von Todes wegen, also durch Testament oder Erbvertrag, erfolgen. Der Grund der Entziehung muss bei Errichtung bestehen und in der letztwilligen Verfügung angegeben werden, und zwar zumindest der Kernsachverhalt, über den ein Gericht erforderlichenfalls Beweis erheben kann. Die Beweislast trägt derjenige, der sich auf die Entziehung beruft, also regelmäßig der vom Pflichtteilsberechtigten in Anspruch genommene Erbe.
Der Erblasser kann gemäß § 2333 BGB einem Pflichtteilsberechtigten den Pflichtteil entziehen, wenn dieser
1. dem Erblasser, dem Ehegatten des Erblassers, einem anderen Abkömmling oder einer dem Erblasser ähnlich nahestehenden Person nach dem Leben trachtet;
2. sich eines Verbrechens oder eines schweren vorsätzlichen Vergehens gegen eine der in Nummer 1 bezeichneten Personen schuldig macht;
3. die ihm dem Erblasser gegenüber gesetzlich obliegende Unterhaltspflicht böswillig verletzt oder
4. wegen einer vorsätzlichen Straftat zu einer Freiheitsstrafe von mindestens einem Jahr ohne Bewährung rechtskräftig verurteilt wird und die Teilhabe des Abkömmlings am Nachlass deshalb für den Erblasser unzumutbar ist. Gleiches gilt, wenn die Unterbringung des Abkömmlings in einem psychiatrischen Krankenhaus oder in einer Entziehungsanstalt wegen einer ähnlich schwerwiegenden vorsätzlichen Tat rechtskräftig angeordnet wird.

### Verzeihung
Hat der Erblasser dem Pflichtteilsberechtigten vor der Errichtung der Verfügung verziehen, so erlischt das Recht zur Entziehung. Verzeiht er ihm nach der Errichtung der Verfügung von Todes wegen, so wird die den Pflichtteil entziehende Verfügung unwirksam. Verzeihung ist jedes Verhalten, durch das der Erblasser zum Ausdruck bringt, dass er die ihm zugefügte Kränkung nicht mehr als solche empfindet. Die ältere Rechtsprechung unterscheidet hier genau zwischen Versöhnung und Verzeihung und hält Verzeihung ohne Versöhnung, aber auch Versöhnung ohne Verzeihung für möglich. Eine Form ist für die Verzeihung nicht vorgeschrieben. Behauptet der Pflichtteilsberechtigte, der Erblasser habe ihm verziehen (§ 2337 BGB), so trifft die Beweislast insoweit ihn selbst und nicht den Erben.

### Pflichtteilsbeschränkung (in guter Absicht)
Hat sich ein Abkömmling des Erblassers in einem solchen Maß der Verschwendung ergeben oder ist er in solchem Maß überschuldet, dass sein späterer Erwerb erheblich gefährdet wird, so kann der Erblasser gemäß § 2338 BGB den Pflichtteil des Abkömmlings dahin umgestalten, dass nicht er, sondern erst dessen gesetzliche Erben nach dem Tod des Abkömmlings den Pflichtteil erhalten sollen. Dem Abkömmling steht dann nur der jährliche Reinertrag seines Pflichtteils zu. Eine Verschwendung im Sinne des Gesetzes setzt nach herrschender Meinung einen Hang zu zweck- und sinnlosen Ausgaben voraus. Darüber hinaus muss man jedoch aufgrund verfassungskonformer Auslegung der Vorschrift eine krankhafte Störung verlangen, welche die Anordnung einer Betreuung rechtfertigen würde. Eine Überschuldung liegt vor, wenn die Passiva des Abkömmlings seine Aktiva übersteigen. In jedem Fall muss die Verschwendung oder Überschuldung ein Maß erreichen, dass der spätere Erwerb des Abkömmlings, insbesondere der zu erwartende Pflichtteilserwerb, erheblich gefährdet wird. Es muss daher die Gefahr bestehen, dass der Pflichtteil ganz oder größtenteils von den Schulden aufgezehrt würde oder durch die Verschwendung verloren ginge.
Auch die Pflichtteilsbeschränkung wird unwirksam, wenn sich der Abkömmling beim Erbfall dauernd von dem verschwenderischen Leben abgewandt hat oder die den Grund der Beschränkung bildende Überschuldung nicht mehr besteht. Dabei genügt es, wenn der Grund insoweit entfällt, dass keine erhebliche Gefährdung mehr besteht.

### Pflichtteilsverzicht
Hat eine an sich pflichtteilsberechtigte Person durch einen notariell beurkundeten Vertrag mit dem späteren Erblasser auf sein Erbrecht oder sein Pflichtteilsrecht verzichtet, kann sie keinen Pflichtteil mehr fordern, ebenso wenig eine Pflichtteilsergänzung (§ 2346 BGB). Es ist auch erlaubt, dem Pflichtteilsberechtigten eine Gegenleistung für einen solchen Verzicht zu gewähren, beispielsweise eine Abfindungszahlung.

## Inhalt und Höhe des Pflichtteils
Der Pflichtteil besteht in der Hälfte des Wertes des gesetzlichen Erbteiles (§ 2303 BGB). Der gesetzliche Erbteil ist in den §§ 1922–1934 BGB geregelt.
Beispiel: Der verwitwete Erblasser E stirbt und wird von seinen Kindern A und B überlebt. In seinem Testament hat er A zum Alleinerben eingesetzt und B enterbt. B macht den Pflichtteil geltend. Nach den Regeln der gesetzlichen Erbfolge hätte er 1/2 des Nachlasses erhalten. Sein Pflichtteil beträgt daher 1/4.
Durch die Beantragung des Pflichtteils von Kind B verringert sich der wirtschaftliche Wert des Erbteils von Kind A:

| Kind | Erbanteil nach Testament | → | B beantragt Pflichtteil |
| A    | 100 %, z. B. 100.000 €   | → | 75 %, hier 75.000 €     |
| B    | 0 %                      | → | 25 %, hier 25.000 €     |

Dies ist aber eine rein wirtschaftliche Betrachtung. Sie ändert nichts daran, dass einzig und allein A zu 100 % Erbe ist und bleibt. Sein Erbe ist nur mit einer Verbindlichkeit belastet und daher weniger wertvoll.
Bei verwitweten oder unverheirateten Erblassern gilt: Wenn der Erblasser mindestens einen Abkömmling der 1. Ordnung (Sohn oder Tochter) hatte und alle diese noch leben, so gilt für jeden von diesen:
{\displaystyle {\text{Pflichtteil}}={\frac {1}{2}}\times {\frac {1}{\text{Anzahl der Abkömmlinge}}}}
Da der gesetzliche Erbteil eines überlebenden Ehegatten vom Güterstand der Eheleute abhängig ist, ist auch der Pflichtteil des Ehegatten vom Güterstand abhängig. Haben die Eheleute keinen Ehevertrag geschlossen, besteht der gesetzliche Güterstand der Zugewinngemeinschaft. Durch die Zugewinngemeinschaft wird der gesetzliche Erbteil pauschal um 1/4 für den Zugewinnausgleich nach § 1371 BGB erhöht.
Beispiel: Erblasser E verstirbt ohne Hinterlassung eines Testaments. Seine Ehefrau (verheiratet in Zugewinngemeinschaft) erhält nach den Regeln der gesetzlichen Erbfolge 1/2 (1/4 nach § 1931 Abs. 1 S. 1 BGB und zusätzlich 1/4 nach § 1371 Abs. 1 BGB), die drei Kinder jeweils 1/6. Setzt E eines der Kinder testamentarisch zum Alleinerben ein, steht der Ehefrau ein Pflichtteil im Wert von 1/8 und zudem der konkret berechnete Zugewinnausgleich zu. Der "pauschale" Zugewinnausgleich, der bei gesetzlicher Erbfolge durch Erhöhung des gesetzlichen Erbteils um 1/4 erfolgt, entfällt bei Enterbung des Ehegatten; dieser ist nach § 1371 Abs. 2 BGB auf die konkrete Berechnung des Zugewinnausgleichs beschränkt. Die beiden enterbten Kinder haben ein Recht auf je 1/8 des Nachlasswertes (durch den Entfall des zusätzlichen Viertels der Ehefrau würde jedem Kind 1/4 am Nachlass zustehen, hiervon bekommt also jedes Kind die Hälfte).
Nach § 1371 Abs. 3 BGB kann der Ehegatte anstelle des zusätzlichen Viertels der Erbmasse, das er als pauschalen Zugewinnausgleich erhält, die Erbschaft ausschlagen und nur den Pflichtteil verlangen; dann ist außerdem der Zugewinnausgleich nach den normalen familienrechtlichen Vorschriften (§§ 1372-1390 BGB) durchzuführen.
Entscheidend für die konkrete Höhe des Pflichtteils ist das Vermögen des Erblassers im Zeitpunkt des Erbfalles, wobei der Netto-Nachlass (Reinnachlass) maßgeblich ist, d. h. ggf. vorhanden gewesene Verbindlichkeiten (aber nicht die Pflichtteilslasten!) sind abzuziehen.
Anders als der Erbe wird der durch Verfügung von Todes wegen ausgeschlossene Pflichtteilsberechtigte nicht Rechtsnachfolger des Erblassers und nicht Mitglied der Erbengemeinschaft. Vielmehr hat er nur einen Anspruch auf Geld gegen den Erben
§ 2303 Abs. 1 S. 2 BGB.
Ein einmal entstandener Pflichtteilsanspruch ist vererblich und an Dritte übertragbar. Ein Gläubiger kann ihn nur pfänden, wenn er durch Vertrag anerkannt ist oder der Pflichtteilsberechtigte den Anspruch einklagt.

### Zuwendung eines Erbteils oder Vermächtnisses
Wenn der Pflichtteilsberechtigte durch Verfügung von Todes wegen zwar als Erbe eingesetzt ist, sein Erbteil aber kleiner ist als sein Pflichtteil, so kann er gemäß § 2305 BGB von seinen Miterben den Wert des an der Hälfte des gesetzlichen Erbteils fehlenden Teils als Geldanspruch verlangen. Ist der ihm zugewandte Erbteil (oder seine Einsetzung als Alleinerbe) durch Anordnung von Testamentsvollstreckung, Teilungsordnung oder Nacherbschaft beschränkt, ist er nur zum Nacherben eingesetzt oder ist sein Erbteil durch Anordnung von Vermächtnissen oder Auflagen beschwert, kann der Pflichtteilsberechtigte seinen beschränkten oder beschwerten Erbteil bzw. die ihm zugedachte Nacherbschaft innerhalb der Ausschlagungsfrist ausschlagen und seinen vollen Pflichtteil verlangen (§ 2306 BGB).
Ist dem Pflichtteilsberechtigten ein Vermächtnis zugewandt, so kann er das Vermächtnis ausschlagen und seinen vollen Pflichtteil verlangen, oder er kann das Vermächtnis annehmen, das dann auf den Wert seines Pflichtteils angerechnet wird (§ 2307 BGB).

### Berechnung des Pflichtteils
Der Berechnung des Pflichtteilsanspruchs wird der Wert des Nachlasses zum Zeitpunkt des Todes zu Grunde gelegt. Auf eine Wertangabe des Erblassers kommt es nicht an (§ 2311 BGB). Der oder die Erben haben dem Pflichtteilsberechtigten nach § 2314 BGB auf Verlangen über den Bestand des Nachlasses (einschließlich Verbindlichkeiten und Schenkungen) Auskunft zu erteilen, und zwar durch Vorlage eines geordneten und übersichtlichen Verzeichnisses. Der Pflichtteilsberechtigte kann darüber hinaus verlangen, dass dieses Verzeichnis durch einen Notar errichtet wird, der den Nachlassbestand dann selbst zu ermitteln hat (etwa durch Einholung von Grundbuch- und Handelsregisterauszügen, Bankauskünften und Ortsbesichtigung). Der Pflichtteilsberechtigte ist auf sein Verlangen hin zur Verzeichniserstellung zuzuziehen.
Die Auskunftspflicht der Erben gilt auch gegenüber dem Sozialhilfeträger, der aus übergeleitetem Recht (§ 93 SGB XII) Auskunft begehrt, und zwar selbst dann, wenn der Überleitungsbescheid angefochten wird.
Weiter hat der Pflichtteilsberechtigte auch Anspruch auf Wertermittlung des Nachlasses, also etwa auf Einholung eines Gutachtens zum Wert eines Grundstücks oder Unternehmens. Die Kosten trägt der Erbe, sie schmälern aber den Wert des Nachlasses und damit mittelbar auch den Pflichtteil (mit der entsprechenden Quote).

### Anrechnung von Zuwendungen
Auf seinen Pflichtteil muss sich der Berechtigte anrechnen lassen, was ihm unter Lebenden vom Erblasser mit der ausdrücklichen Bestimmung zugewandt worden ist, dass es auf den Pflichtteil angerechnet werden soll (§ 2315 BGB), sog. Anrechnungsbestimmung. Die Anrechnungsbestimmung durch den Erblasser muss durch Willenserklärung erfolgen, welche dem Pflichtteilsberechtigten vor oder bei Vollzug der freigiebigen Zuwendung (z. B. Schenkung) zugehen muss. Eine nachträgliche Anrechnungsbestimmung oder eine Anrechnungsbestimmung im Testament ist unzulässig, so dass das Erhaltene nicht anzurechnen ist.
Wenn Eltern also sichergehen wollen, dass ein Kind, welches sie beschenken, später nicht noch zusätzlich den Pflichtteil von seinen als Erben der Eltern eingesetzten Geschwistern fordert, müssen sie schon im Moment der Schenkung klar bestimmen, dass der Wert der Schenkung auf den späteren Pflichtteil anzurechnen ist, beispielsweise je hälftig auf den Pflichtteil nach einem jeden Elternteil. Das kann im schriftlichen Schenkungsvertrag so erklärt werden oder etwa im Verwendungszweck der Geldüberweisung.

## Pflichtteilsergänzung
Um eine Aushöhlung des Pflichtteils durch Schenkungen an Dritte schon zu Lebzeiten zu unterbinden, bestimmt § 2325 BGB, dass der Pflichtteilsberechtigte in solchen Fällen vom Erben eine Ergänzung seines Pflichtteils verlangen kann (Pflichtteilsergänzungsanspruch). Dadurch wird er so gestellt, als ob das verschenkte Vermögen noch im Nachlass vorhanden wäre.
Eine Schenkung findet dabei in immer kleinerem Umfang Berücksichtigung, je mehr Zeit seit der Schenkung vergangen ist, vgl. § 2325 Abs. 3 BGB:
| Zeitpunkt der Schenkung     | Berücksichtigung in % |
| --------------------------- | --------------------- |
| im 1. Jahr vor dem Erbfall  | 100                   |
| im 2. Jahr vor dem Erbfall  | 90                    |
| im 3. Jahr vor dem Erbfall  | 80                    |
| im 4. Jahr vor dem Erbfall  | 70                    |
| im 5. Jahr vor dem Erbfall  | 60                    |
| im 6. Jahr vor dem Erbfall  | 50                    |
| im 7. Jahr vor dem Erbfall  | 40                    |
| im 8. Jahr vor dem Erbfall  | 30                    |
| im 9. Jahr vor dem Erbfall  | 20                    |
| im 10. Jahr vor dem Erbfall | 10                    |
| im 11. Jahr vor dem Erbfall | 0                     |

Bei Schenkungen unter Eheleuten beginnt die Frist erst mit der Beendigung der Ehe, § 2325 Abs. 3 BGB.
Ein Beispiel: E hat seiner Ehefrau 1990 ein Haus mit einem Wert von 400.000 Euro geschenkt. Die Ehe wurde 2002 geschieden. 2010 verstirbt E. Die Frist lief erst ab 2002.
Der Fristlauf beginnt nach der Rechtsprechung des BGH außerdem auch dann noch nicht, wenn sich der Erblasser einen Nießbrauch an dem Geschenk vorbehält. Gleiches gilt, wenn der Erblasser seine Wohnung unter Vorbehalt des lebenslangen, kostenfreien Wohnrechts an der gesamten Wohnung überträgt.
Nach § 2327 BGB sind Geschenke, die der Pflichtteilsberechtigte selbst vom Erblasser erhalten hat, unabhängig von einer Anrechnungsbestimmung auf seinen Pflichtteilsergänzungsanspruch anzurechnen. Beim  eigentlichen (sog. ordentlichen) Pflichtteilsanspruch (bezogen auf den tatsächlich beim Erbfall vorhandenen Nachlass) sind erhaltene Schenkungen hingegen nur anzurechnen, wenn das bei der Zuwendung des Geschenks so angeordnet war, siehe oben.
Soweit der Erbe zur Erfüllung des Pflichtteilsergänzungsanspruches nicht verpflichtet ist, weil etwa der tatsächliche Nachlass nicht zur vollständigen Erfüllung des Pflichtteilsergänzungsanspruches genügt, kann sich der Pflichtteilsberechtigte nach § 2329 BGB an den Empfänger des Geschenkes halten.

## Verjährung
Für den Pflichtteilsanspruch gilt gemäß § 195 BGB eine Verjährungsfrist von drei Jahren. Die Frist beginnt mit Schluss des Jahres zu laufen, in dem der Pflichtteilsberechtigte von dem Erbfall und der ihn beeinträchtigenden Verfügung von Todes wegen sowie von der Person des Erben Kenntnis erlangt oder ohne grobe Fahrlässigkeit erlangen müsste. Regelmäßig erlangt der Pflichtteilsberechtigte diese Kenntnis (erst) dadurch, dass er vom Nachlassgericht das Protokoll über die Testamentseröffnung nebst Testamentsabschrift erhält. Ohne Erlangung der Kenntnis verjährt der Anspruch spätestens 30 Jahre nach dem Erbfall, § 199 Abs. 3a BGB. Nach der Rechtsprechung des Bundesgerichtshofes kommt es für den Beginn der Verjährung des Pflichtteilsanspruchs nicht auf die Kenntnis des Pflichtteilsberechtigten von Zusammensetzung und Wert des Nachlasses an. Die Verjährungsfrist beginnt nicht erneut zu laufen, wenn der Pflichtteilsberechtigte erst später von der Zugehörigkeit eines weiteren Gegenstandes zum Nachlass erfährt.
Für den Pflichtteilsergänzungsanspruch gilt grundsätzlich dasselbe, wobei hier für den Verjährungsbeginn auch die Kenntnis von der beeinträchtigenden Schenkung hinzutreten muss. Haftet für die Pflichtteilsergänzung aber ausnahmsweise nicht der Erbe, sondern der Beschenkte (insbesondere, wenn der sonstige Nachlass dürftig ist), so gilt für die Haftung des Beschenkten eine dreijährige Verjährungsfrist taggenau beginnend mit dem Erbfall.
Für Erbfälle vor dem 1. Januar 2010 sind für die Berechnung der Verjährungsfristen Besonderheiten aufgrund von Übergangsvorschriften zur Erbrechtsreform zu beachten.

## Reform des erbrechtlichen Pflichtteils
Seit dem 1. Januar 2010 gelten die Änderungen des Verjährungsrechts, der Pflichtteilsergänzungsansprüche und der Pflichtteilsentziehungsgründe nach dem Erbrechtsreformgesetz I. Für Erbfälle vor dem 1. Januar 2010 ist allerdings weitgehend das frühere Recht maßgeblich.
Für erbrechtliche Ansprüche, die bis zum 1. Januar 2010 noch nicht verjährt waren, gelten im Rahmen von Art. 229 § 23 EGBGB die neuen Verjährungsregeln, es sei denn, die Verjährungsfrist liefe auf Grundlage der Berechnung des früheren Rechts früher ab.